# Ernst Jakob Homberger

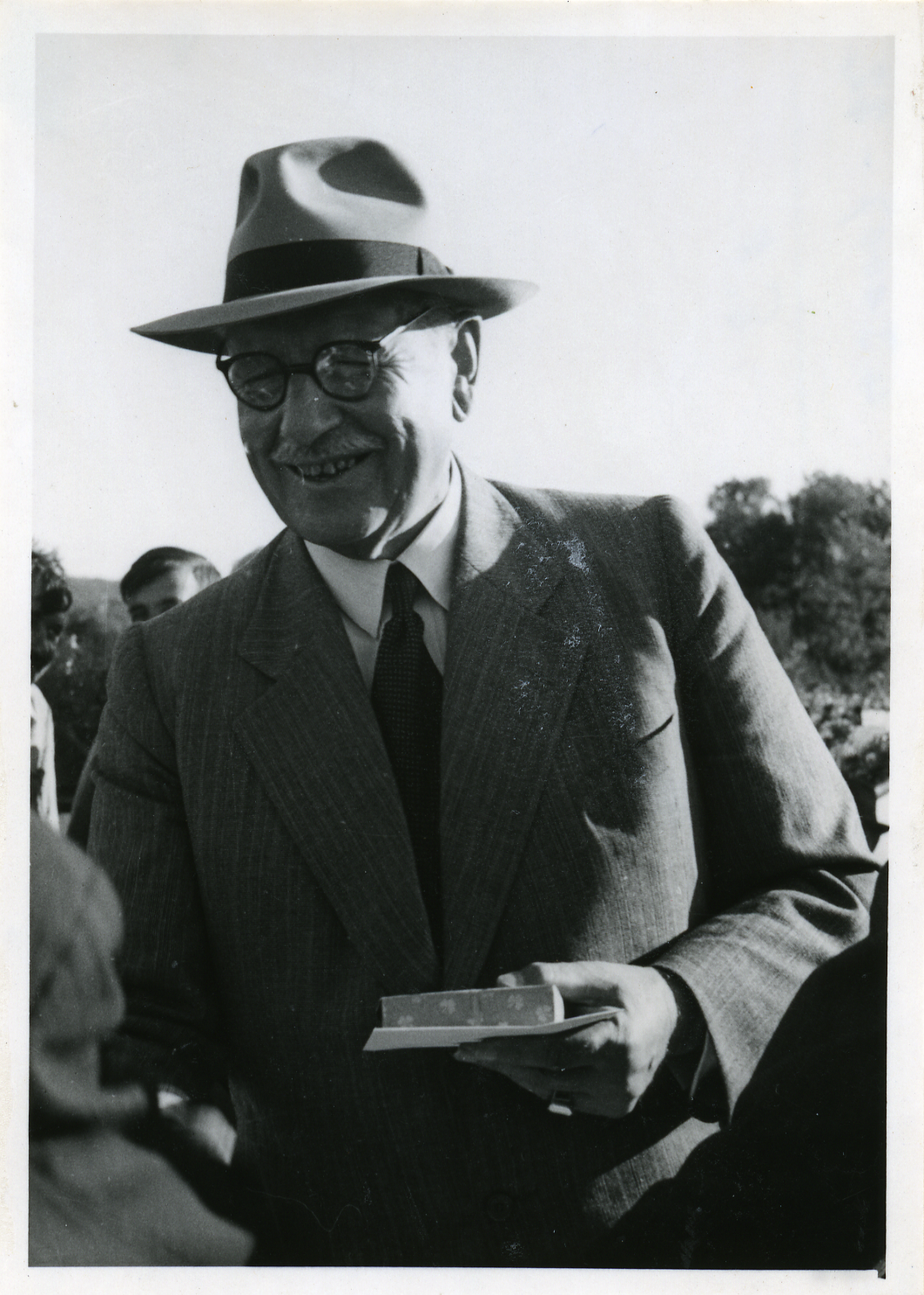
Ernst Homberger, Präsident und Delegierter des Verwaltungsrates der Georg Fischer AG in Schaffhausen, anlässlich der Jubilarenfahrt 1943

Ernst Jakob Homberger (* 5. Juli 1869 in Kappel SG; † 13. Januar 1955 in Davos) war ein Schweizer Unternehmer. Er war Verwaltungsratspräsident des Industriekonzerns Georg Fischer AG in Schaffhausen und massgeblich für die Auslandsexpansion verantwortlich. Homberger zählt zu den führenden Industriellen seiner Zeit.

## Leben
Ernst Jakob Homberger wurde als Sohn des Unternehmers Eugen Homberger-Frei in Kappel im Kanton St. Gallen geboren.  Er besuchte die Schulen in Ebnat Kappel, St. Gallen, Zürich und Neuenburg. Danach absolvierte er eine kaufmännische Ausbildung, zwei Jahre davon in einem Handelsgeschäft in Zürich und zwei Jahre in Bank- und Exporthäusern in London. Nach zwei weiteren Auslandsjahren im damaligen Westindien (heute Jamaika) kehrte er 1896 in die Schweiz zurück und trat eine Arbeit als Leiter der Buchhaltung bei den Kraftübertragungswerken Rheinfelden an. 1902 wechselte er zu den Eisen- und Stahlwerken der späteren Georg Fischer AG (GF).
Ernst Jakob Homberger blieb während 50 Jahren in diesem Unternehmen. Er baute die Verkaufsorganisation aus und erschloss neue Absatzmärkte, 1904 zunächst in Frankreich, später in England, und in den englischen Kolonien (ebenfalls 1904), Spanien (1906), Italien, Holland, Dänemark, Skandinavien und Russland. 1907 wurde er zum Generaldirektor bei GF ernannt. Homberger trieb die Auslandsexpansion voran mit Übernahmen in England und Deutschland und auch in der Schweiz: 1917 mit der Übernahme der Elektrostahlwerke St. Gotthard in Giubiasco und 1921 der Maschinenfabrik Rauschenbach.
Am 21. November 1903 heiratete er Bertha Marguerite Rauschenbach (1883–1969), Tochter des Uhrenfabrikanten Johannes Rauschenbach und Inhaber der International Watch Company (IWC) Schaffhausen. Nach dem Tod seines Schwiegervaters Johannes Rauschenbach im Jahr 1904 wurde Homberger zum Delegierten der Familie in der Uhrenfabrik Rauschenbach, der nachmaligen IWC. Durch die Verbindung zur Familie Rauschenbach gelangte er auch in den Besitz eines Aktienpaketes von GF und avancierte zum grössten Aktionär der Firma. Das Paar hatte drei Söhne: Hans Homberger (1908–1986), Rudolf Homberger (1910–?) und Alex Homberger (1912–2007).
1952 verlieh ihm die Universität St. Gallen die Ehrendoktorwürde für Wirtschaftswissenschaften (Dr. oec. h. c.)
Zu seinen Verdiensten gehört auch eine Reihe von philanthropischen Aktivitäten: Er gründete Hilfskassen für die Arbeiter und setzte sich für den Wohnungsbau ein. Eine seiner Siedlungen an der Stahlwerkstrasse in Schaffhausen wurde vom bekannten Zürcher Architekten Karl Moser gebaut. Eine Privatschule für Kinder der Oberschicht, die seiner Initiative entsprang, hatte existierte von 1917 bis 1929.
Homberger erlag am 13. Januar 1955 in Davos einem Schlaganfall. In seinem Testament bedachte er unter anderem das Museum zu Allerheiligen in Schaffhausen sowie das Musik-Collegium Schaffhausen. Nannte ihn der Schaffhauser Sozialdemokrat Walter Bringolf 1930 noch einen «verantwortungslosen Kapitalisten», so würdigte er ihn nach seinem Tod als «grossen und verantwortungsvollen Unternehmer».